# موتو ایکس
موتو ایکس (به انگلیسی: Moto X) یک تلفن هوشمند ساخته‌شده توسط موتورولا در ایالات متحده آمریکا است. این تلفن هوشمند قرار است در اول آگوست ۲۰۱۳ در اختیار اوپراتورهای ای‌تی‌اندتی، ورایزن، اسپرینت نکستل و تی-موبایل قرار بگیرد. موتوایکس در کوارتر سوم ۲۰۱۳ عرضه خواهدشد. یکی از ویژگی های جالب این گوشی این است که بدون لمس صفحه و فشردن دکمه می توان به دستیار صوتی گوگل ، Google Now دسترسی پیدا کرد. کافی است تنها عبارت Google now را به زبان آورید تا دستیار صوتی اجرا شود اما اگر این کار با پردازنده عادی انجام شود از آنجایی که تلفن باید مدام در حال گوش دادن به صدای اطراف و پردازش آن باشد به سرعت باتری آن تمام می‌شود به همین خاطر موتورولا از یک پردازنده اختصاصی استفاده کرده که مصرف انرژی کمی دارد.